# Marionia tedi
Marionia tedi is een slakkensoort uit de familie van de Tritoniidae. De wetenschappelijke naam van de soort is voor het eerst geldig gepubliceerd in 1983 door Ev. Marcus.